# Joseph Shanahan
Joseph Shanahan CSSp (* 6. Juni 1871 in Glenkeen, County Tipperary, Vereinigtes Königreich Großbritannien und Irland; † 25. Dezember 1943) war ein irischer römisch-katholischer Ordensgeistlicher und Apostolischer Vikar von Süd-Nigeria.

## Leben
Joseph Shanahan trat der Ordensgemeinschaft der Spiritaner bei und legte am 10. April 1898 die Profess ab. Am 22. April 1900 empfing er das Sakrament der Priesterweihe. Papst Pius X. bestellte ihn am 20. September 1905 zum Apostolischen Präfekten von Unter-Niger.
Infolge der Erhebung der Apostolischen Präfektur Unter-Niger zum Apostolischen Vikariat und deren Umbenennung ernannte ihn Papst Benedikt XV. am 22. April 1920 zum Titularbischof von Abila Lysaniae und zum ersten Apostolischen Vikar von Süd-Nigeria. Der Bischof von Ross, Denis Kelly, spendete ihm am 6. Juni desselben Jahres die Bischofsweihe; Mitkonsekratoren waren der emeritierte Apostolische Vikar von Transvaal, William Miller OMI, und der Apostolische Vikar von Sansibar, John Gerald Neville CSSp.
Papst Pius XI. nahm am 21. Mai 1931 das von Joseph Shanahan vorgebrachte Rücktrittsgesuch an.